# Punna
Purna Maitrajani-putra (kínai: 滿慈子, pinjin: Mǎn Csícsǐ), vagy Punna a történelmi Buddha egyik legfőbb tanítványa volt, aki elérte az arhat tudati szintet.
Amikor a Buddhát megkérdezték, hogy mit gondolna, ha az emberek megpróbálnák megölni, akkor mindig Punna magyarázta el, hogy mennyire szerencsésnek érezné magát a Buddha. Ennek eredményeképpen a Buddha megdicsérte Punna önfegyelmét és békességét. Punna több ezer világi embernek adta át a dharma tanításokat. Halálakor a Buddha megállapította, hogy Punna elérte a nirvánát.

## Tíz legkedvesebb tanítvány
Punnát Gautama Buddha tíz legkedvesebb tanítványai közé sorolják: (1) Mahákásjapa, 2) Ánanda, 3) Száriputta, 4) Szubhúti, 5) Punna, 6) Maudgaljájana, 7) Kátjájana, 8) Anuruddha, 9) Upáli és 10) Ráhula. Úgy tartják, hogy ő volt a legbékésebb, aki legjobban tartotta az önfegyelmet.